# Гибискус сабдарифа
Гиби́скус сабдари́фа или сабдари́ффа (лат. Hibiscus sabdariffa), а также pозе́лла и суда́нская ро́за, — вид цветковых растений рода Гибискус (Hibiscus) семейства Мальвовые (Malvaceae).
Широко выращивается и натурализовался повсюду в тропических областях. Сушёные чашечки растения завариваются для приготовления популярного во всём мире напитка каркаде (каркадэ).

## Открытие
Первое описание гибискуса сабдарифа дал Матиас де Лобель в книге «Травник или описание растений», изданной в Антверпене в 1576 году.

## Название
Родовое название Гибискус (Hibiscus) происходит от лат. hibiscum (от др.-греч. ιβίσκος), упоминаемое Вергилием и Плинием Старшим в отношении к алтею лекарственному.
Тривиальное родовое название Розелла происходит, вероятно, от искаженного фр. Oseille de Guinée — гвинейский щавель.
Видовой эпитет лат. sabdariffa имеет индийскую этимологию, происходит от прежнего названия рода Sabdariffa, в который включали розеллу.

## Ботаническое описание
Розелла — однолетнее или многолетнее травянистое растение или древеснеющий пряморастущий кустарник, вырастающий на 1—2 (до 3) м в высоту. 

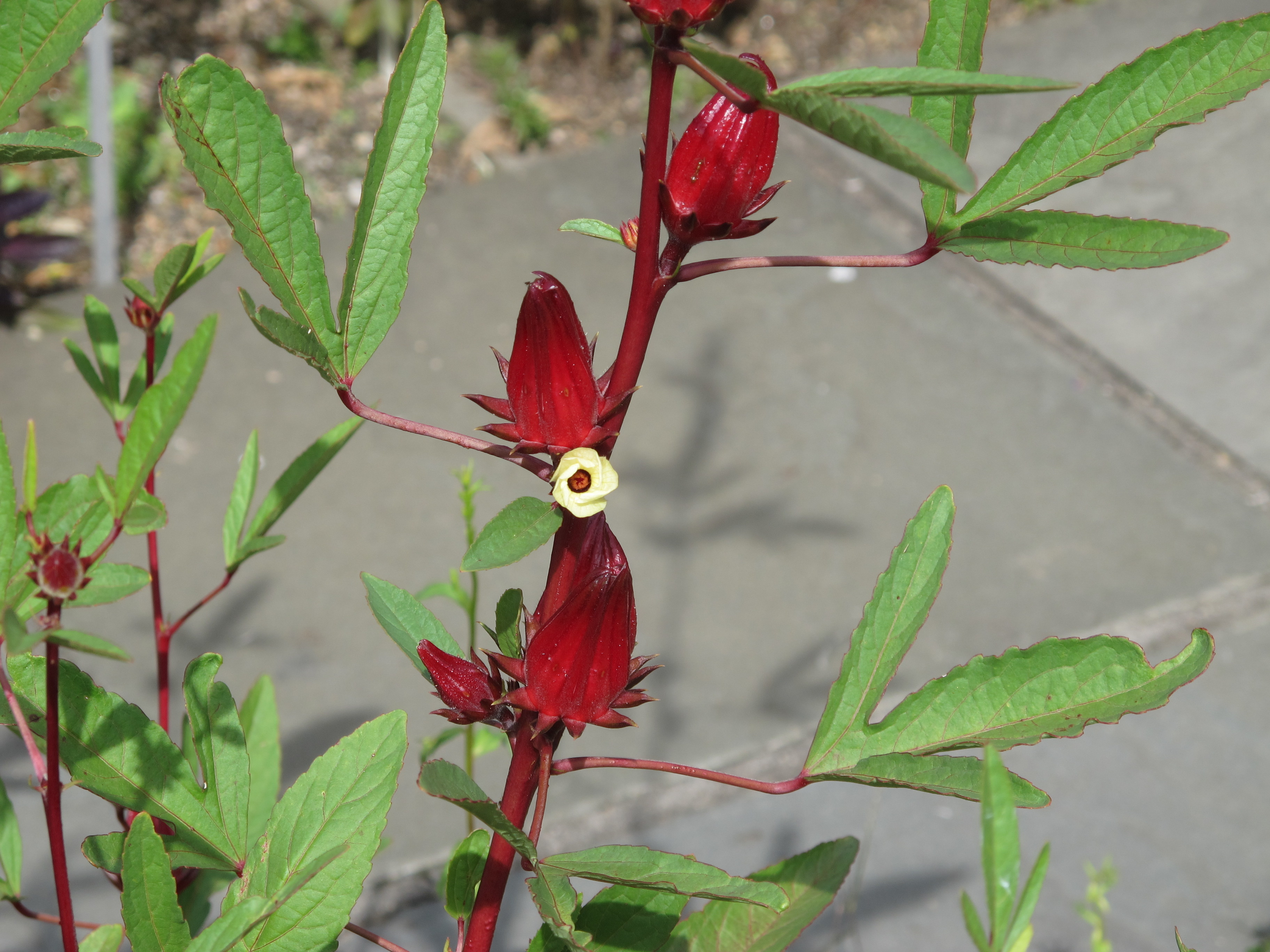
Белоцветковая форма

Листья тёмно-зелёные, ланцетные (11—16 см длиной и 3—7 см шириной) или глубоко трёхлопастные (15—16 см длиной и 19—20 см шириной), расположены поочередно на стеблях красного цвета. Черешки 2—8 см длиной, покрыты редкими волосками. Прилистники нитевидные, рассеянно опушённые, до 1 см длиной.
Цветки одиночные, пазушные, диаметром 8—10 см, белые, бледно-жёлтые или розоватые с тёмно-красным пятном у основания каждого лепестка, с прочной, заметной чашечкой у основания, шириной 1—2 см, увеличивающейся до 3—3,5 см и становящейся мясистой и тёмно-пунцово-красной по мере созревания плодов, которое длится около полугода. Доли подчашия красные, ланцетные, 8—12 мм длиной, покрыты редкими длинными волосками.
Плод — овоидная коробочка до 1,5—2 см длиной, со множеством коричневых сморщенных семян бобовидной формы около 2—3 мл длиной.

## Распространение
Природный ареал — страны тропической Африки: ЦАР, Чад, Республика Конго, Габон, Гана, Нигерия, Судан, Заир.
В качестве интродуцента растение натурализовалось почти во всех тропических странах мира.

## Использование

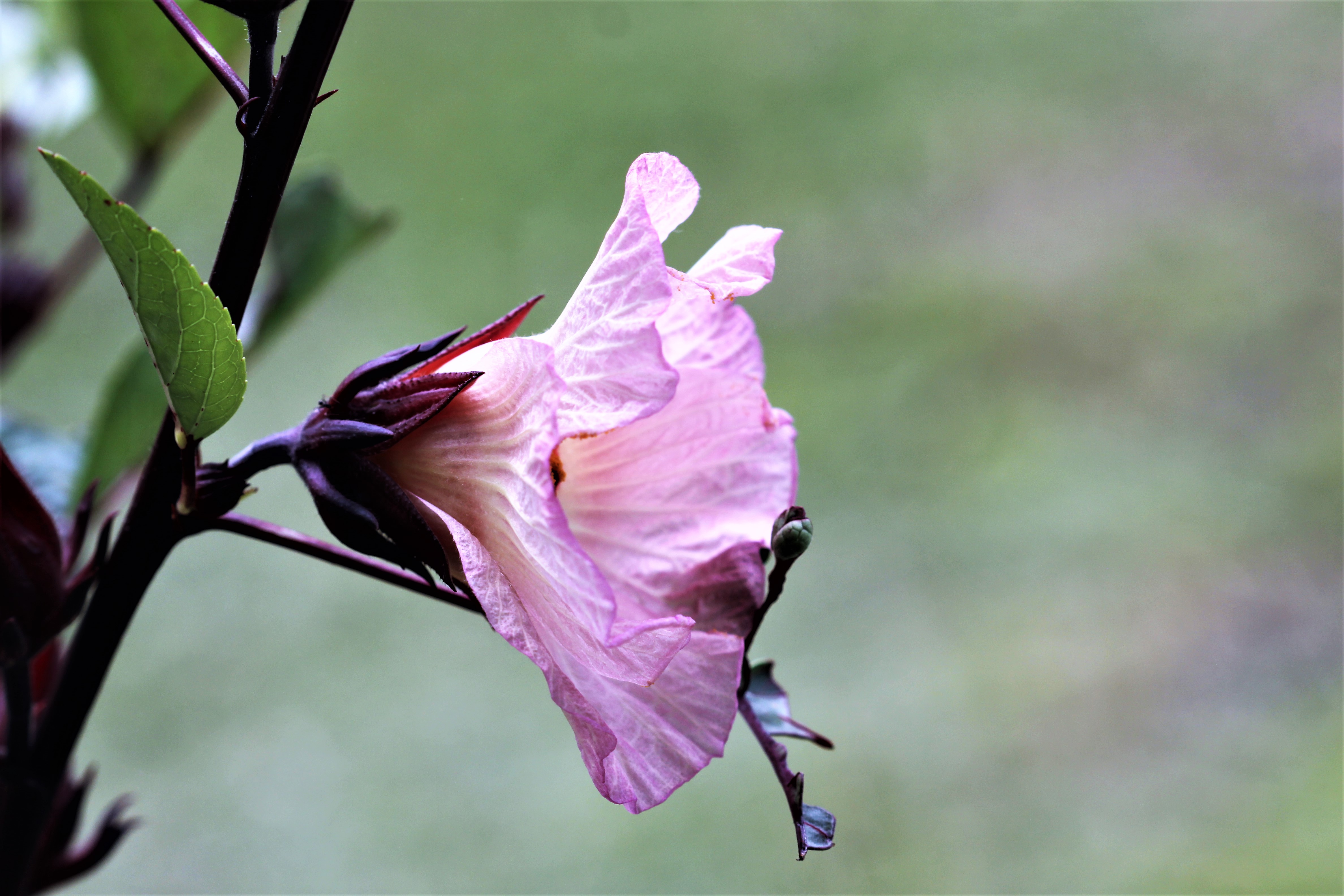
Розовоцветковая форма

### Пищевое
В мясистых чашечках цветков накапливаются органические кислоты и сахара. Они служат сырьём для изготовления приятного на вкус напитка каркаде (каркадэ), а также используются при приготовлении варенья, тортов и желе.
Листья и молодые побеги употребляются как овощи, в связи с чем ещё одно название — кра́сный щаве́ль.

### Лекарственное
Отмечены антиоксидантные и противовоспалительные свойства растения. Препараты из розеллы способны снижать уровень холестерина и са́хара в крови́. В народной медицине применяется в качестве противоязвенного.

## Классификация
Hibiscus sabdariffa L., 1753, 1794, Sp. Pl.: 695, nom. cons.

Вид гибискус сабдариффа относится к роду Гибискус (Hibiscus) семейства Мальвовые (Malvaceae) порядка Мальвоцветные (Malvales), последовательно входящего в клады Мальвиды → Розиды → Суперрозиды → Эвдикоты → Цветковые растения. Таксономическая схема в соответствии с Системой APG IV по состоянию на январь 2025 года:
|  |                          |  |                                   |                                   |                     |  | еще 13 семейств | еще 13 семейств |                        |  |  |  | еще 443 подтвержденных вида и 143 таксона, ожидающих подтверждения |
|  |                          |  |                                   |                                   |                     |  | еще 13 семейств | еще 13 семейств |                        |  |  |  | еще 443 подтвержденных вида и 143 таксона, ожидающих подтверждения |
|  |                          |  |                                   | порядок Мальвоцветные             |                     |  |                 |                 | род Гибискус           |  |  |  |                                                                    |
|  |                          |  |                                   | порядок Мальвоцветные             |                     |  |                 |                 | род Гибискус           |  |  |  |                                                                    |
|  | клада Цветковые растения |  |                                   |                                   | семейство Мальвовые |  |                 |                 | вид Гибискус сабдарифа |  |  |  |                                                                    |
|  | клада Цветковые растения |  |                                   |                                   | семейство Мальвовые |  |                 |                 |                        |  |  |  |                                                                    |
|  |                          |  | ещё 63 порядка цветковых растений | ещё 63 порядка цветковых растений |                     |  |                 | еще 245 род     | еще 245 род            |  |  |  |                                                                    |
|  |                          |  |                                   | ещё 63 порядка цветковых растений |                     |  |                 |                 | еще 245 род            |  |  |  |                                                                    |

### Синонимы

#### гомотипные
- Sabdariffa rubra Kostel., 1836

#### гетеротипные
- Sabdariffa digitata Kostel., 1836
- Abelmoschus cruentus (Bertol.) Walp., 1842
- Furcaria sabdariffa Ulbr., 1921
- Hibiscus acetosus Noronha, 1790
- Hibiscus cruentus Bertol., 1840
- Hibiscus digitatus Cav., 1787
- Hibiscus fraternus L., 1775
- Hibiscus gossypiifolius Mill., 1768
- Hibiscus masuianus De Wild. & T.Durand, 1899
- Hibiscus sanguineus Griff., 1854
- Hibiscus subdariffa Rottler, 1778
- Hibiscus palmatilobus Baill., 1885
- Hibiscus digitatus var. kerrianus DC., 1824

## Изображения

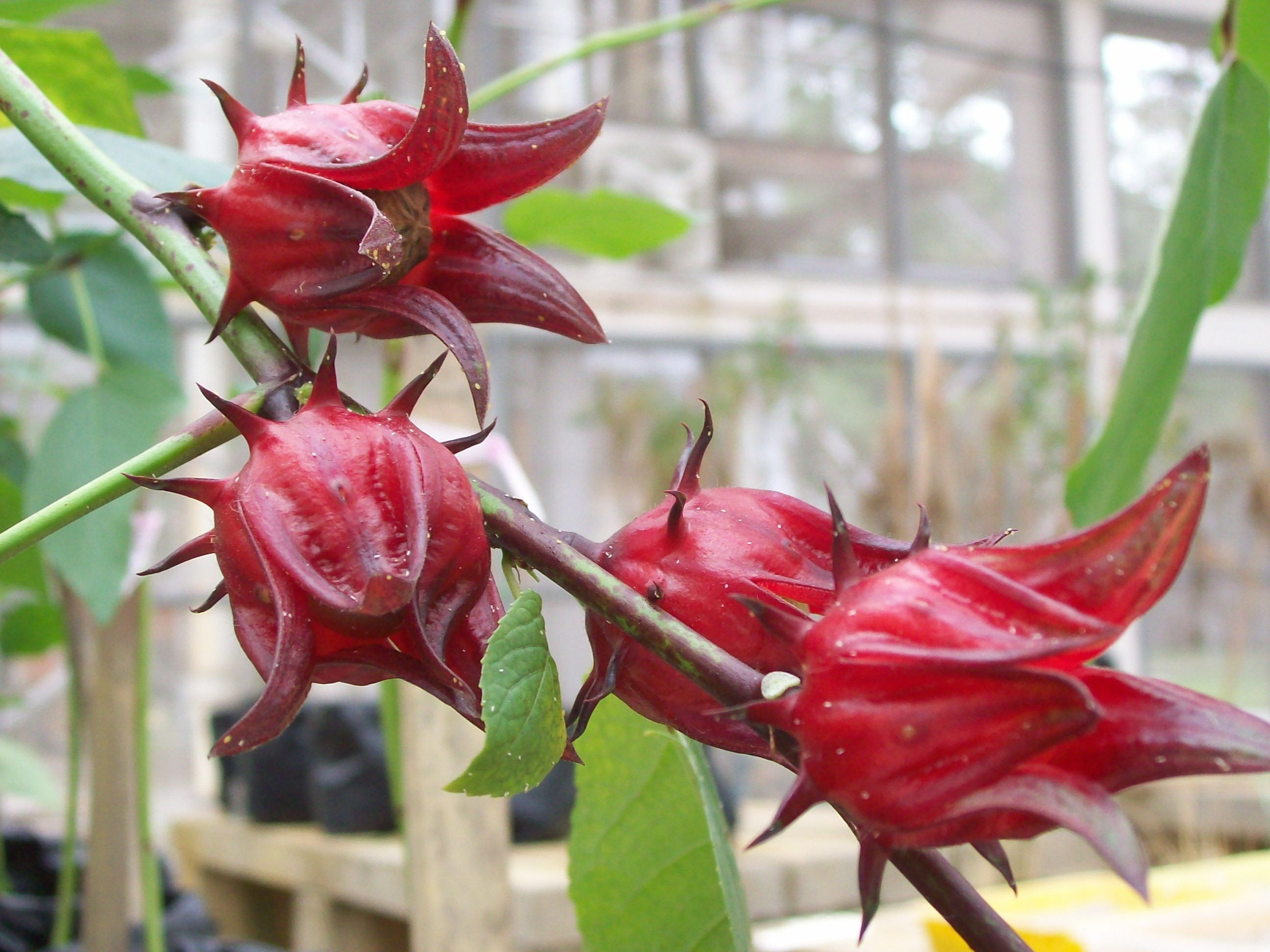
Бутоны на растении
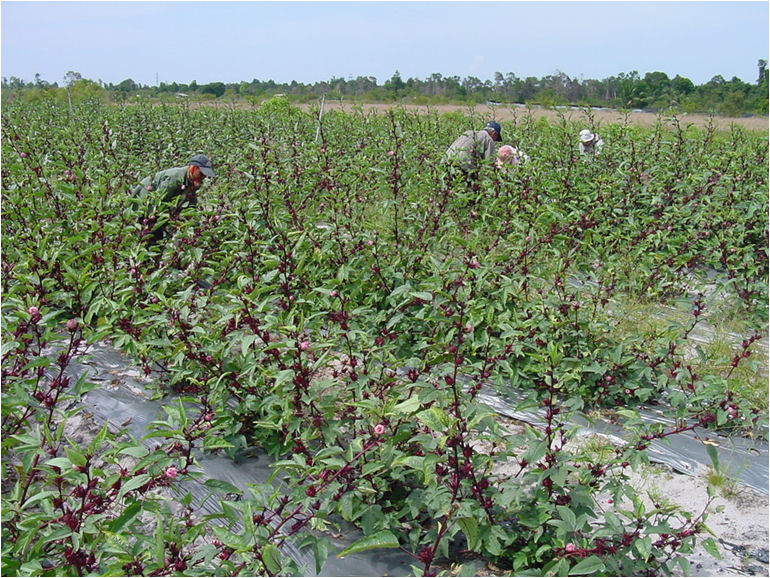
Сбор бутонов на плантации
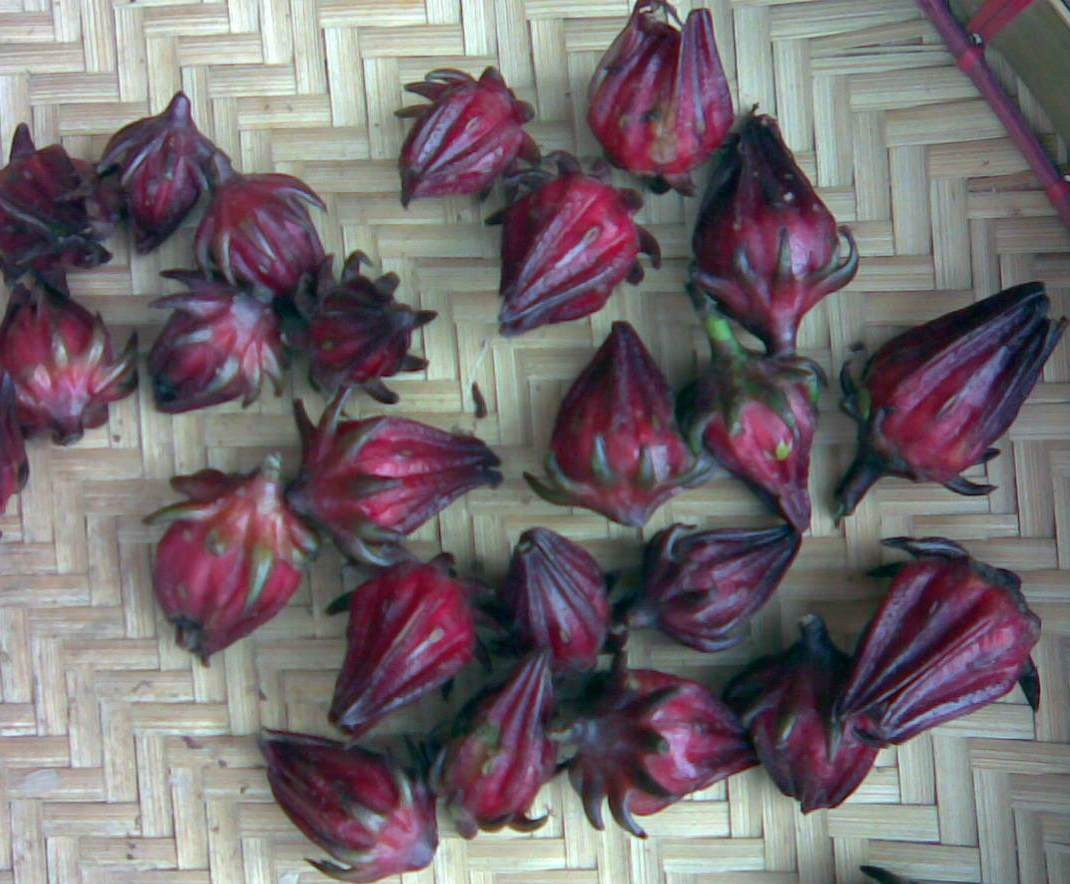
Собранные бутоны
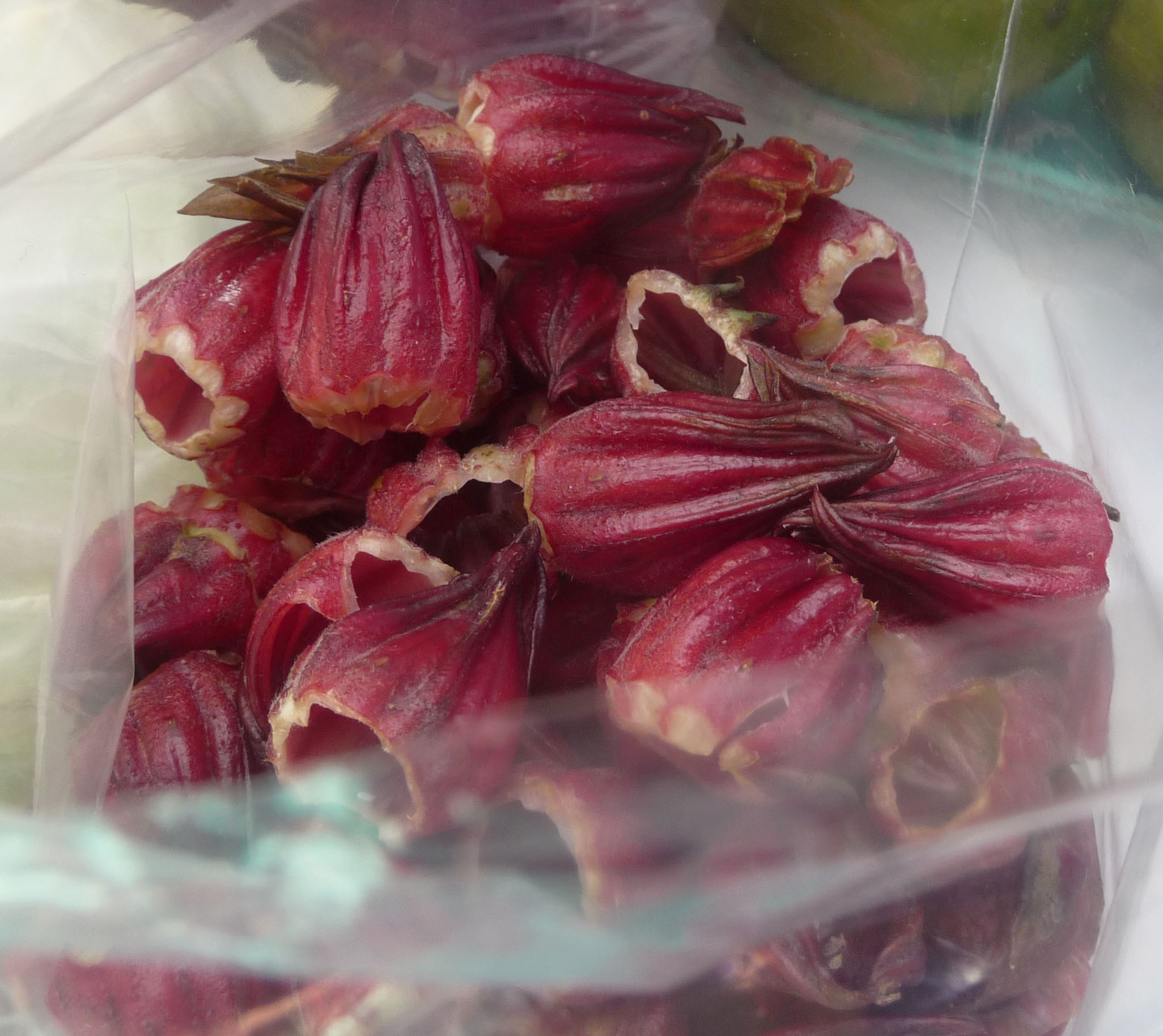
Отделённые от бутона чашелистики
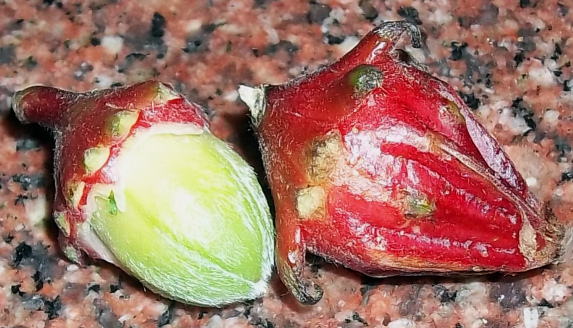
Бутон с чашелистиками и с отделёнными чашелистиками, видны не распустившиеся лепестки цветка
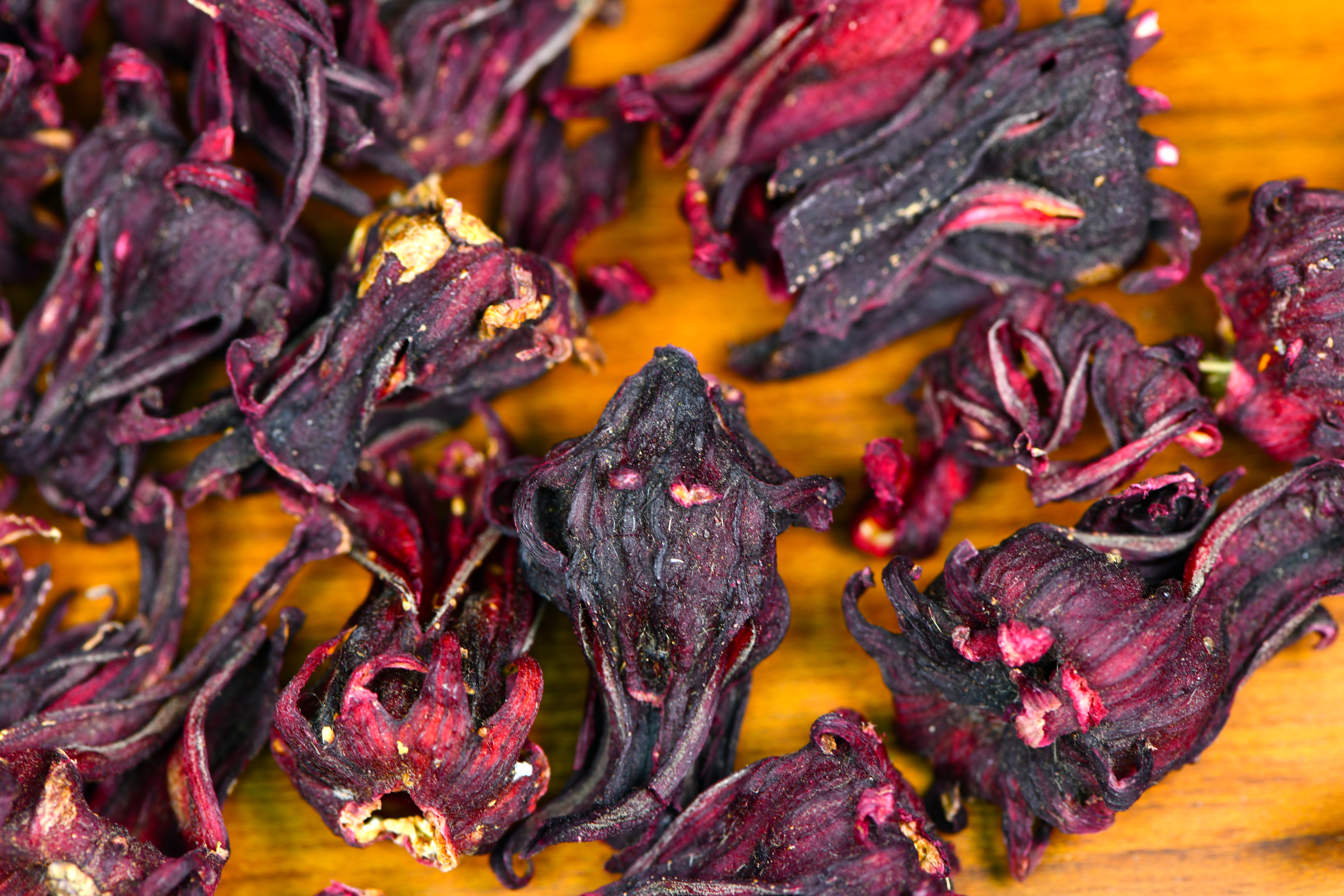
Сушёные чашечки
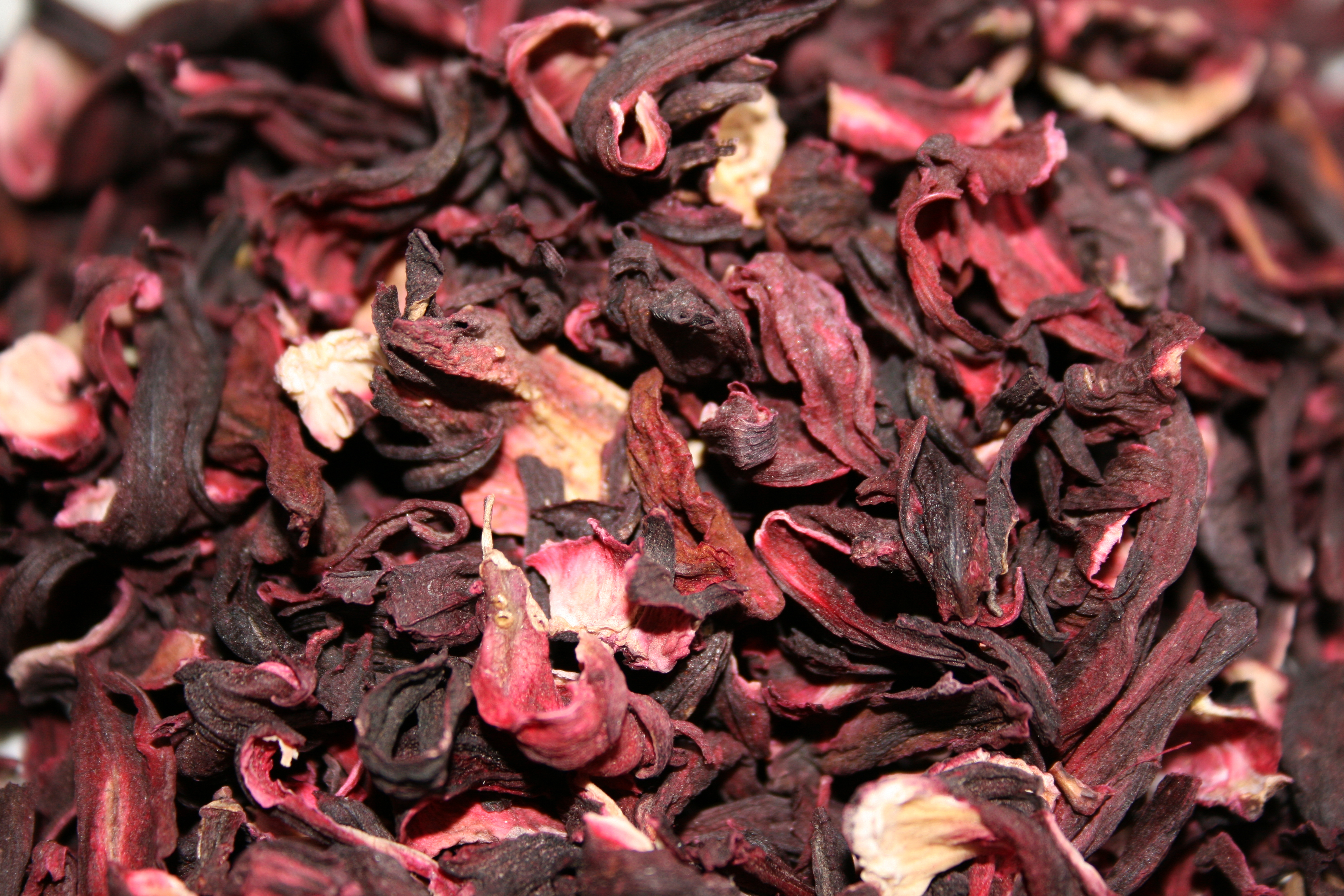
Чашелистики, отделённые от высушенной чашечки
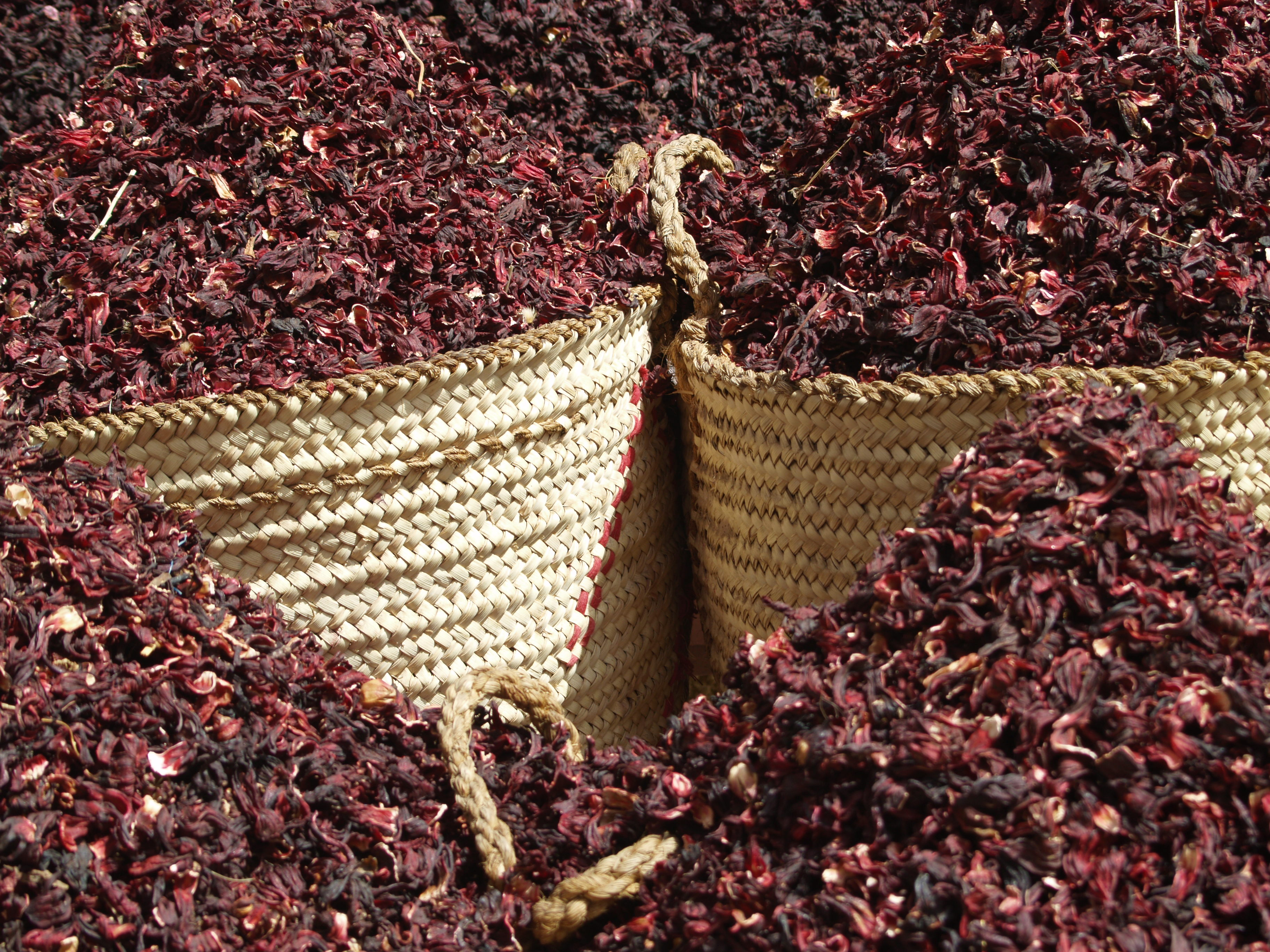
Каркаде для дальнейшей реализации
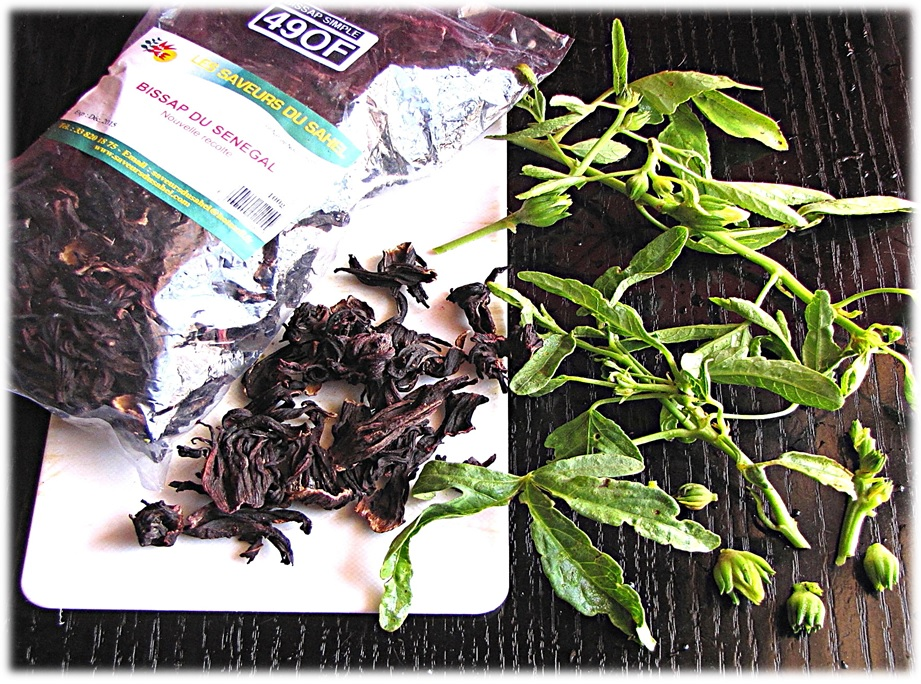
Каркаде и сорванные молодые побеги растения
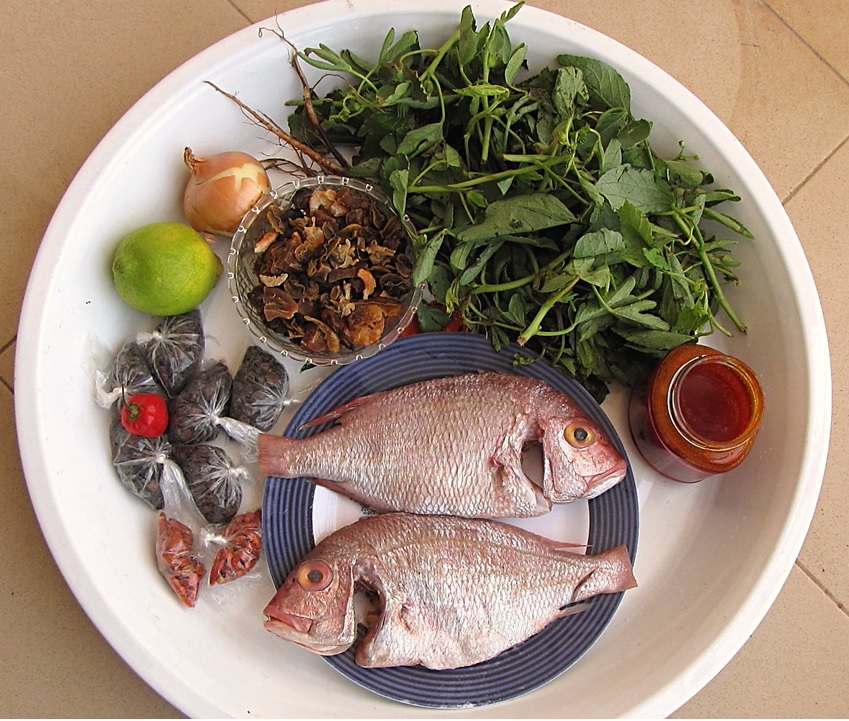
Молодые побеги розеллы как зелень к блюду